# Imai Sōkyū

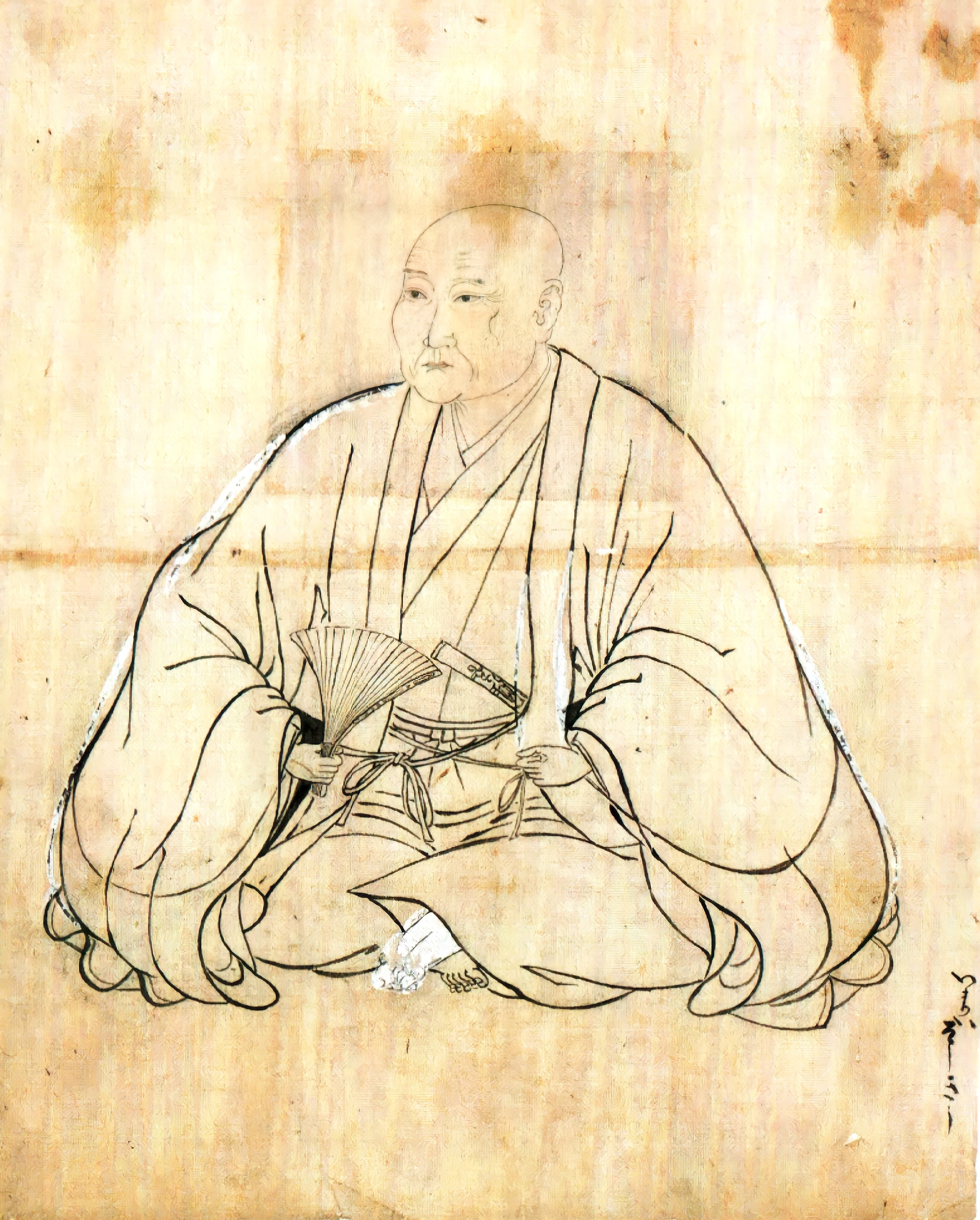
Imai Sōkyū

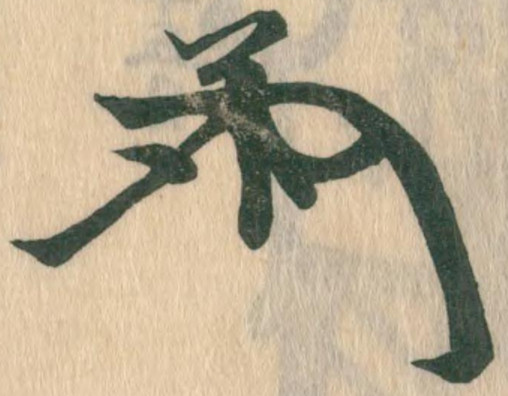
Signatur: Sōkyū

Imai Sōkyū (japanisch 今井 宗久; geboren 1520 in Sakai; gestorben 31. August 1593 ebenda) war ein japanischer Teemeister. Er wird mit Sen no Rikyū und Tsuda Sōgyū zu den „Drei großen Teemeistern“ (茶湯の天下三宗匠, Chatō no tenka sansōshō) der Azuchi-Momoyama-Zeit in Sakai gezählt.

## Leben und Wirken
Imai Sōkyū hatte den Vornamen „Hikoemon Kanekazu“, wählte dann als Künstlernamen „Sōkyū“. Er wurde der Schwiegersohn des Teemeisters Takeno Jōō (武野 紹鴎; 1502–1555) und lernte viel von ihm. Als im September 1568 Oda Nobunaga, der nach Kyōto gegangen war, von der Stadt Sakai einen Rüstungsbeitrag (矢銭, Yasen) im Werte von 20.000 Kan forderte, was auf Widerstand der Städter stieß, fungierte er zusammen mit Tsuda Sōgyū als Zentrum der Fraktion, die sich um friedliche Beilegung der Forderung bemühte.
Während dieser Zeit ging Imai aktiv auf Nobunaga zu, überreichte ihm 1568 zwei berühmten Teeutensilien, die von Jōō überliefert worden waren, und ging im Juli des folgenden Jahres nach Gifu, wo er von Nobunaga herzlich empfangen wurde. Dieser gab ihm den Posten als Daikan (代官) – Statthalter – für den nördlichen Bereich von Sakai. Seitdem war er als Politiker und Kaufmann aktiv, beschaffte Waffen und Schießpulver und baute die Silberbergwerk Ikuno aus. Er, Tsuda, Rikyū und andere dienten als Nobunagas Teemeister (茶頭, Satō).
Als Teemeister besuchte Imai Nobunaga später jedoch nur gelegentlich, wenn dieser sich in Kyōto oder nach dem Bau der Burg Azuchi dort aufhielt, diente also nicht immer als enger Gefolgsmann. Nach dem Honnōji-Zwischenfall, der mit dem Suizid Odas endete, wurde er Teemeister von Toyotomi Hideyoshi. Da er jedoch eine enge Beziehung zum Tempel Hongan-ji hatte und angeblich sagte, „dass Teezeremonie nicht wichtig sei“, wurde er nach und nach von Hideyoshi fallen gelassen. Ein Teil seines Tagebuchs zur Teezeremonie ist als „Imai Sokyu Chayu Diary Excerpt“ (今井宗久茶湯日記書抜, Imai Sōkyū Chatō-nikki kakinuki) überliefert.